# Alfredo Orgaz
Alfredo Orgaz (Córdoba, 6 de noviembre de 1900 - Córdoba, 11 de agosto de 1984) fue un jurista destacado en Derecho Civil, docente y ministro de la Corte Suprema de Justicia de Argentina.

## Actividad profesional y docente
Estudió  en la Universidad Nacional de Córdoba, donde se recibió de abogado en 1924. Tenía varios hermanos con actuación en la docencia y el derecho: Jorge fue rector de la Universidad Nacional de Córdoba y Arturo y Oscar fueron destacados juristas.
Ejerció su profesión de abogado y, al mismo tiempo, la docencia. Fue profesor de enseñanza media y, desde 1928, perteneció al cuerpo docente de la Facultad de Derecho de la Universidad de Córdoba en el área del derecho civil, llegando en 1934 a ser profesor titular de la materia, cargo al que debió renunciar en 1946. También tuvo actuación gremial como presidente del Colegio de Abogados de Córdoba entre 1943 y 1945 y de la Federación Argentina de Colegios de Abogados en 1946; desde ambos cargos se manifestó públicamente en contra del avance del gobierno militar sobre el Poder Judicial y contra el juicio político a los miembros de la Corte Suprema de Justicia de la Nación.

## Actividad judicial
Después de ser derrocado Juan Domingo Perón fue nombrado para integrar el Tribunal Superior de Justicia de Córdoba como presidente, cargo que dejó cuando el presidente de facto Lonardi lo designó juez de la Corte Suprema de Justicia por decreto del 6 de octubre de 1955 en reemplazo de los integrantes que habían sido removidos por decreto N.º 318 del 4 de octubre de 1955. Juró al igual que los otros nombrados el 7 de octubre del mismo año
Al asumir el gobierno constitucional encabezado por el presidente Arturo Frondizi renunció al cargo el 8 de mayo de 1958 y fue designado para el mismo puesto, con acuerdo del Senado por decreto N.º 53 del 9 de mayo de 1958; nuevamente juró el 12 de ese mes y fue elegido por los otros miembros como presidente.
Al poco tiempo de este segundo período en la Corte comenzaron sus discrepancias con el gobierno que intentaba una reorganización de la justicia de todos los fueros, pero especialmente del federal. Entre los afectados estaba el juez José María Sagasta que pidió amparo a la Corte porque antes de finalizar el período legislativo de 1958 el Poder Ejecutivo había revocado la designación que había realizado el gobierno de facto. Al resolver el caso “Sagasta”, el Tribunal rechazó la acción, afirmó que si bien las designaciones de jueces “en comisión”, esto es sin acuerdo del Senado, fenecen al terminar el primer período legislativo, ello no impide que antes de ello quede revocada si el Senado presta acuerdo para otra persona para su cargo.
El 8 de julio de 1958 Orgaz presentó la renuncia al cargo por discrepancias con medidas de Frondizi en política judicial pero, luego de una entrevista con éste y la rectificación de algunas de ellas, el 14 de julio dejó sin efecto la renuncia y retornó a sus funciones.
En los primeros días de febrero de 1960 el Congreso aprobó elevar a 7 el número de integrantes de la Corte. Orgaz, disconforme, pidió primero una licencia y presentó su renuncia después alegando "cansancio moral", la que fue aceptada por decreto N.º 2258 del 2 de marzo de 1960. Fue reemplazado meses después por Esteban Imaz, nombrado por Decreto N.º 12151 del 3 de octubre de 1960 y juró al día siguiente.
Entre 1964 y 1965, durante el gobierno de Arturo Illía, fue embajador en Chile. También fue candidato a presidente por el Partido Socialista Democrático en las elecciones de 1963.
Compartió la Corte Suprema en distintos momentos con Julio César Oyhanarte, Luis María Boffi Boggero, Benjamín Villegas Basavilbaso, Manuel José Argañarás, Enrique Valentín Galli, Carlos Herrera y Jorge Vera Vallejo.

## Obras
Entre sus artículos y libros se cuentan El recurso de amparo, La culpa (actos ilícitos),  Incapacidad civil de los penados : legislación argentina y comparada e Incapacidad civil de los penados : legislación argentina y comparada, entre otros, los cuales siguen siendo de utilidad por su solidez y la compleja gama de problemas jurídicos que analizó.
El "Daño Resarcible" es quizás su obra más estudiada en materia de derecho de daños.